# Петриківська волость (Звенигородський повіт)
Петриківська волость — історична адміністративно-територіальна одиниця Звенигородського повіту Київської губернії з центром у селі Петриківка.
Станом на 1886 рік складалася з 9 поселень, 9 сільських громад. Населення — 7712 осіб (3854 чоловічої статі та 3858 — жіночої), 1476 дворових господарств.
|                     | Площа, десятин | У тому числі орної, дес. |
| ------------------- | -------------- | ------------------------ |
| Сільських громад    | 12893          | 7404                     |
| Приватної власності | 37             | 21                       |
| Казенної власності  | 39             | —                        |
| Іншої власності     | 153            | 110                      |
| Загалом             | 13122          | 7535                     |

Поселення волості:
- Петриківка — колишнє державне село, 1316 осіб, 231 двір, православна церква, 3 постоялих будинки, 7 вітряних млинів.
- Гончариха — колишнє державне село, 725 осіб, 98 дворів, постоялий будинок, 7 вітряних млинів.
- Лисича Балка — колишнє державне село, 528 осіб, 89 дворів, каплиця, постоялий будинок, 6 вітряних млинів.
- Лоташівка — колишнє державне село при річці Гнилий Тікич, 976 осіб, 175 дворів, православна церква, школа, школа, постоялий будинок, водяний і вітряний млини.
- Луківка — колишнє державне село при річці Гнилий Тікич, 531 особа, 93 двори, постоялий будинок, водяний млин.
- Пальчик — колишнє державне село при річці Гнилий Тікич, 1134 осіб, 197 дворів, православна церква, школа, постоялий будинок, лавка, водяний млин.
- Піщана — колишнє державне село, 858 осіб, 157 дворів, постоялий будинок, 2 водяних і 2 вітряних млини.
- Стійкова — колишній державний хутір, 392 особи, 101 двір, каплиця, постоялий будинок, 2 вітряних млини.
- Ямпіль (Старостина) — колишнє державне село при річці Вись, 930 осіб, 165 дворів, православна церква, постоялий будинок, лавка, водяний і 3 вітряних млини.

Старшинами волості були:
- 1909—1915 роках — Іван Феодорович Піхота[2],[3],[4],[5],[6].